# メルリト・サビーリョ
メルリト・サビーリョ（Merlito Sabillo 1984年1月19日 - ）は、フィリピンのプロボクサー。バコロド出身。元WBO世界ミニマム級王者。フィリピンの名門ボクシングジムでもあるALAジム所属。

## 来歴
2008年1月26日、プロデビュー。4回判定勝ち。
2010年8月1日、ジェトリ・プリシマとフィリピンGABミニマム級王座を賭け対戦し、3-0の判定勝ちで王座獲得に成功。その後、2度防衛した。
2011年10月8日、ロデル・テハレスとOPBF東洋太平洋ミニマム級王座決定戦を行い、3-0の大差判定勝ちを収め王座獲得に成功し、その後1度防衛した。
2013年3月9日、コロンビアコルドバ県セレテーにあるコリセオ・マリオ・デ・レオンで、WBO世界ミニマム級王者モイセス・フェンテスがWBO世界ライトフライ級王者ドニー・ニエテスに挑戦したことに伴い設置されたWBO世界ミニマム級暫定王座決定戦でルイス・デ・ラ・ロサと対戦し、打ち合いで圧倒し8回2分52秒TKO勝ち。圧倒的不利の下馬評を覆し王座獲得に成功した。
2013年4月、正規王者のモイセス・フェンテスがライトフライ級転向の為に王座を返上した為、空位となった正規王座にサビーリョが認定され、正規王者となった。
2013年7月13日、パサイにあるソレア・リゾート・アンド・カジノでWBO世界ミニマム級15位のホルレ・エストラーダ（コロンビア）と対戦し、9回1分9秒TKO勝ちを収め初防衛に成功した。
2013年11月30日、ケソンのアラネタ・コロシアムでドニー・ニエテスの前座で、WBO世界ミニマム級1位のカルロス・ブイトラゴ（ニカラグア）と対戦し、12回1-1(115-113、114-114、113-115)の判定で引き分け引き分けたものの、2度目の防衛に成功した。
2014年3月22日、メキシコ・モンテレイのモンテレー・アリーナでフランシスコ・ロドリゲス・ジュニア（メキシコ）と対戦するが、キャリア初黒星となる10回1分50秒TKO負けを喫し、3度目の防衛に失敗し、王座から陥落した。

## 獲得タイトル
- フィリピンGABミニマム級王座
- OPBF東洋太平洋ミニマム級王座（防衛0=返上）
- WBO世界ミニマム級暫定王座（防衛0=正規認定）
- WBO世界ミニマム級王座（防衛2）